# Netelia albipicta
Netelia albipicta är en stekelart som först beskrevs av Tosquinet 1896.  Netelia albipicta ingår i släktet Netelia och familjen brokparasitsteklar. Inga underarter finns listade i Catalogue of Life.